# Харитонов, Евгений Владимирович
Евге́ний Влади́мирович Харито́нов (11 июня 1941, Новосибирск — 29 июня 1981, Москва) — русский поэт, прозаик и драматург, режиссёр.

## Биография
Родился 11 июня 1941 года в Новосибирске в семье нейрохирургов. В 1958 году поступил на актёрское отделение Всесоюзного государственного института кинематографии (мастерская Михаила Ромма). 
В 1962–1964 годах – артист созданного по его инициативе Экспериментального театра пантомимы «Эктемим» под руководством Александра Румнева. В марте 1963 года провалил государственный экзамен по диалектическому и историческому материализму. В апреле 1964 года со второго раза защитил диплом. После закрытия театра пантомимы служил в Театре-студии киноактёра.
С 1967 года преподавал во ВГИКе актёрское мастерство и пантомиму. С 1968 года учился в заочной аспирантуре киноведческого отделения. В 1972 году защитил диссертацию на соискание учёной степени кандидата искусствоведения по теме «Пантомима в обучении актёра». В том же году поставил в Московском театре мимики и жеста свою пьесу «Очарованный остров». 
Несколько лет руководил студией пантомимы «Школа нетрадиционного сценического поведения» в Доме культуры «Москворечье». Режиссёр-постановщик выступлений группы «Последний шанс». Был приглашён Бари Алибасовым для постановки очередной программы группы «Интеграл». 
Умер от инфаркта 29 июня 1981 года на Пушкинской (ныне Большая Дмитровка) улице после допроса в КГБ на следующий день после завершения своего последнего произведения — пьесы «Дзынь» (опубликована в 1988 году). Похоронен в Новосибирске. Лауреат Премии Андрея Белого (1981, посмертно).
При жизни практически не публиковался (не считая нескольких переводов из современной немецкой поэзии, в том числе Ингеборг Бахман). Первой посмертной публикацией, подготовленной ещё самим автором, стала подборка текстов в альманахе «Каталог» (Ардис, 1982), после чего последовала публикация в единственном литературном номере парижского эмигрантского журнала по искусству «А — Я» (1985). Часть текстов Харитонова распространялась в самиздате, в том числе в самиздатских журналах «Часы», «Обводный канал», «37», «Митин журнал». В новейшее время дважды опубликовано собрание сочинений Харитонова, основанное на составленном им самим незадолго до смерти корпусе текстов.
Литературный критик Алексей Конаков в своей книге «Евгений Харитонов: Поэтика подполья» собрал воспоминания современников Харитонова .

## Творчество
Творчество Харитонова находится на пересечении нескольких значительных линий в русской прозе XX века. Определенная криптографичность письма, зашифровывание эмоционального и событийного ряда своего рода метками чувства и события сближает прозу Харитонова с прозой Павла Улитина (и далее — с прустовской и джойсовской традициями в мировой литературе); с Улитиным Харитонова роднит также интерес к выразительным свойствам специфически машинописной графики текста (особенно в произведении «Роман»). Тематизирование дистанции между автором и лирическим субъектом, важное в некоторых текстах Харитонова, во многом предвосхитило работы писателей-концептуалистов Виктора Ерофеева и Владимира Сорокина. 
На радикальную несводимость харитоновской фигуры в единое непротиворечивое целое указала Татьяна Щербина в некрологе 1981 года: 

Евгений Харитонов – поэт (тогда начало: мы потеряли замечательного русского поэта <…>). Евгений Харитонов – прозаик (романы и повести, повести и рассказы <…>). Евгений Харитонов – режиссер пантомимы (ну – тут спектакли и спектакли, создание своего театра <…>). Евгений Харитонов – искусствовед (по возрасту не доктор, значит, кандидат <…>). Евгений Харитонов – врач (ибо работал некогда в институте психологии, лечил заикающихся). Так его многие знают: или-или-или-или.
 Об этом позднее писала и Паола Волкова, другая знакомая Харитонова: он «начал как талантливый актер, продолжил как крупный писатель и закончил как великий врач». Людмила Петрушевская считает Харитонова «гениальным режиссёром», Вяч. Вс. Иванов высоко оценивал его искусствоведческие изыскания, а Дмитрий Пригов видел в Харитонове одного из «талантливейших прозаиков» современной русской литературы. По мнению литературоведа Бориса Дубина, Харитонов оказался по-настоящему «культовой» фигурой советских семидесятых годов. Его биограф Алексей Конаков отмечал, что на фоне политической реакции жизнь Харитонова «настолько противоречила привычным клише о скучном и убогом существовании советских людей, что заставляет нас иначе смотреть на исторический период позднего социализма». Поэт Михаил Айзенберг вспоминал:

...до появления «Духовки» мы и не знали, что он пишет прозу. Да ещё такую – как сказать? – простую. Совсем не «прозу поэта». Прозу о любви. И о какой любви! Внятность, открытость письма были так оглушительны, что не возникало никаких сомнений в личном характере переживаний. Это был, надо сказать, сильный шок, который ещё больше усложнил отношения. Но Женя, конечно, учитывал все сложности, шёл на них сознательно и с той смелостью, которая ещё больше проявляла серьезность и значительность его авторства. Она, эта смелость, сразу стала восприниматься литературно, опознавалась как именно литературная характеристика. Не заметить новизну и артистичность его вещей было невозможно. Профессиональное занятие автора пантомимой только подтверждало впечатление, ведь и в прозе его за словами маячил какой-то выразительный, но безмолвный жест.
Наибольшую известность Харитонов получил как один из основоположников русской гей-литературы, убедительно описавший психологический тип, формируемый ситуацией юридического и культурного запрета на проявление своих чувств, из-за которого «стремление получить хоть немного любви и тепла, а равно и согреть другого, принимает форму сложного плана, комбинации, изнурительного расчёта». Литературовед Александр Житенёв писал:

Драматическая основа прозы Харитонова — в смещающейся границе миров, разделённых прозрением‐узнаванием. По одну сторону — мимикрия, конспирация («облокотился по‐юношески, без умысла»), по другую — обморок, головокружение («расходимся как не помню, здесь выпало место»).

## Фильмография
| Год  |   | Название        | Роль         |
| ---- | - | --------------- | ------------ |
| 1966 | ф | Последний жулик | регулировщик |